# 乔伊丝·芬顿
乔伊丝·芬顿（英語：Joyce Fenton，1927年7月9日—2014年1月15日），旧姓弗朗西斯（Francis），新西兰女子击剑运动员。她曾代表新西兰参加1954年和1966年大英帝国和英联邦运动会击剑比赛，其中1966年大英帝国和英联邦运动会获得一枚铜牌。